# Płaczliwe Żleby

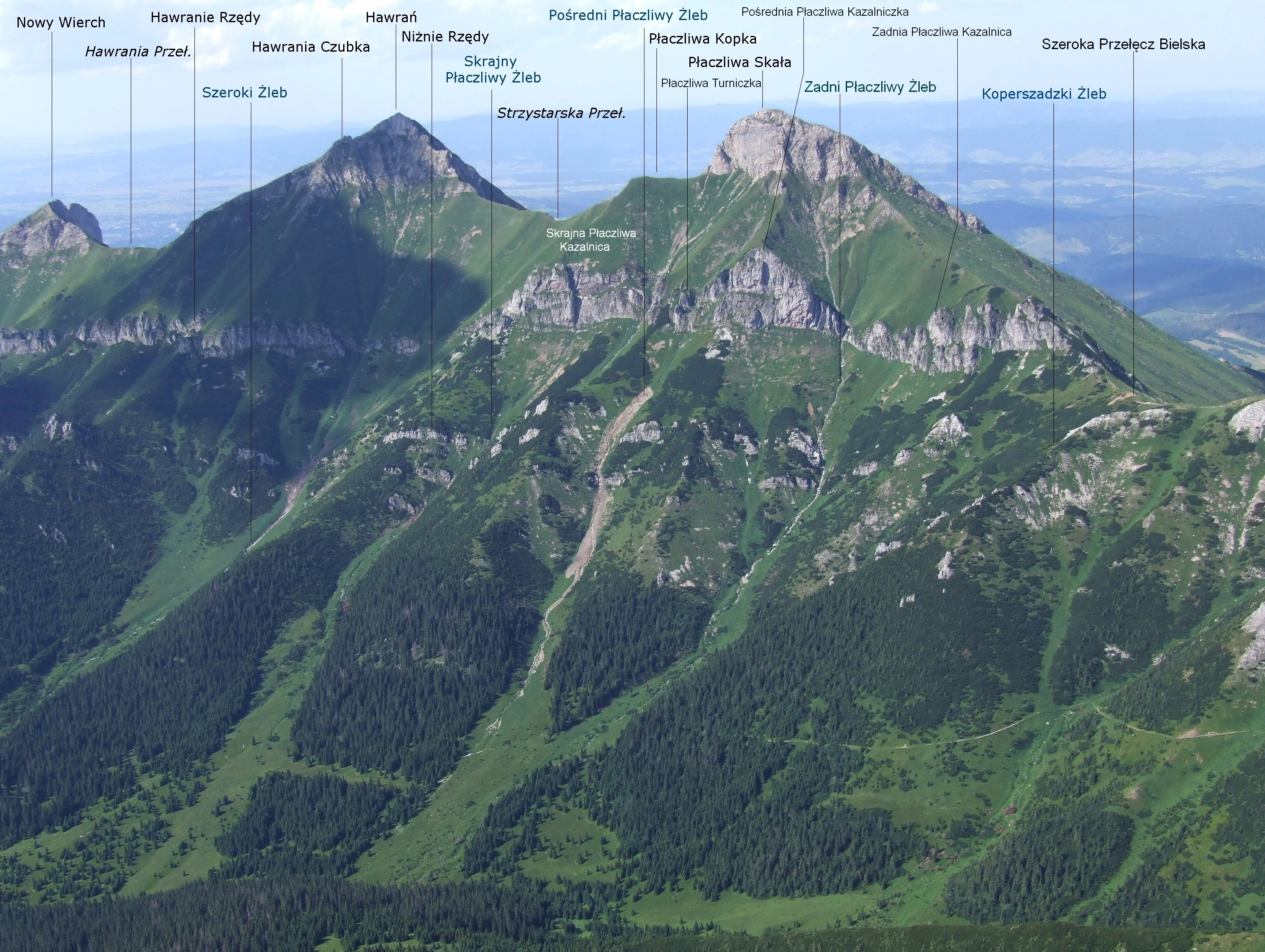
Widok z Jagnięcego Szczytu

Płaczliwe Żleby – trzy żleby na południowych stokach Płaczliwej Skały w Tatrach Bielskich. Opadają pomiędzy Wyżnimi Rzędami, wśród których wyróżniają się trzy Płaczliwe Kazalnice, a Niżnimi Rzędami do Doliny Zadnich Koperszadów. W kierunku od zachodu na wschód są to:
- Skrajny Płaczliwy Żleb,
- Pośredni Płaczliwy Żleb,
- Zadni Płaczliwy Żleb[1].

Oddzielone są od siebie grzędami. W dolnej części żleby są szerokie i trawiaste, górą mają kamieniste koryto. Dawniej wraz z całą Doliną Zadnich Koperszadów były wypasane przez mieszkańców miejscowości Biała Spiska. Dolną częścią Skrajnego i Zadniego Żlebu spływają niewielkie potoki zasilające Koperszadzki Potok.